# Lozano (Texas)
Lozano es un lugar designado por el censo ubicado en el condado de Cameron en el estado estadounidense de Texas. En el Censo de 2010 tenía una población de 404 habitantes y una densidad poblacional de 1.321,91 personas por km².

## Geografía
Lozano se encuentra ubicado en las coordenadas 26°11′23″N 97°32′37″O / 26.18972, -97.54361. Según la Oficina del Censo de los Estados Unidos, Lozano tiene una superficie total de 0.31 km², de la cual todo ello corresponde a tierra firme y carece de masas de agua.

## Demografía
Según el censo de 2010, había 404 personas residiendo en Lozano. La densidad de población era de 1.321,91 hab./km². De los 404 habitantes, Lozano estaba compuesto por el 97.03% blancos, el 0.5% eran afroamericanos, el 1.73% eran asiáticos, el 0.5% eran de otras razas y el 0.25% pertenecían a dos o más razas. Del total de la población el 92.08% eran hispanos o latinos de cualquier raza.